# Wasil Kiryjenka
Wasil Kiryjenka (białorus. Васіль Кірыенка, ur. 28 czerwca 1981 w Rzeczycy) – białoruski kolarz szosowy i torowy, mistrz i brązowy medalista mistrzostw świata na torze, mistrz świata w kolarstwie szosowym w jeździe indywidualnej na czas (2015), a także dwukrotny brązowy medalista szosowych mistrzostw świata w tej samej konkurencji. 30 stycznia 2020 postanowił zakończyć swoją karierę.

## Życiorys
W zawodowym peletonie startuje od 2006. Trzykrotny mistrz Białorusi w jeździe indywidualnej na czas (2002, 2005, 2006). Zwycięzca 19. etapu w Giro d’Italia 2008 i 20. etapu Giro d’Italia 2011, a także 19. etapu Vuelta a España 2013 – są to jego największe sukcesy wśród zawodowców. Drugi kolarz wyścigu wieloetapowego Étoile de Bessèges (2007). W Polsce zapisał się w pamięci kibiców etapowym zwycięstwem do Bielska-Białej w Wyścigu Solidarności i Olimpijczyków (2006). Zdobył złoty medal w torowych mistrzostwach świata w Manchesterze (2008) i brązowy medal podczas mistrzostw świata w Bordeaux (2006) w wyścigu punktowym. Ponadto na igrzyskach olimpijskich w Pekinie (2008) zajął piąte miejsce w tej samej konkurencji.

## Najważniejsze osiągnięcia
2002
- 1. miejsce w mistrzostwach Białorusi (jazda ind. na czas)

2005
- 1. miejsce w mistrzostwach Białorusi (jazda ind. na czas)

2006
- 1. miejsce w mistrzostwach Białorusi (jazda ind. na czas)
- 1. miejsce na 6. etapie Wyścigu Solidarności i Olimpijczyków
- 6. miejsce w mistrzostwach świata (jazda ind. na czas)
- 3. miejsce w mistrzostwach świata w wyścigu punktowym na torze

2007
- 1. miejsce na 3. etapie Ster Elektrotoer
- 1. miejsce na 5. etapie Vuelta a Burgos
- 9. miejsce w mistrzostwach świata (jazda ind. na czas)

2008
- 1. miejsce na 19. etapie Giro d’Italia
- 1. miejsce w mistrzostwach świata w wyścigu punktowym na torze
- 2. miejsce w Ster Elektrotoer

2010
- 2. miejsce na 10. etapie Tour de France

2011
- 1. miejsce na 2. etapie Vuelta al País Vasco
- 2. miejsce w Critérium International
- 1. miejsce na 20. etapie Giro d’Italia
- 1. miejsce w Route du Sud

2012
- 3. miejsce w mistrzostwach świata (jazda ind. na czas)
- 6. miejsce w Critérium du Dauphiné

2013
- 1. miejsce na 18. etapie Vuelta a España
- 3. miejsce w mistrzostwach świata (jazda druż. na czas)
- 4. miejsce w mistrzostwach świata (jazda ind. na czas)

2014
- 3. miejsce w Bayern Rundfahrt

2015
- 1. miejsce na 14. etapie Giro d’Italia (jazda ind. na czas)
- 1. miejsce w mistrzostwach Białorusi (jazda ind. na czas)
- 1. miejsce w mistrzostwach świata (jazda ind. na czas)

2016
- 2. miejsce w mistrzostwach świata (jazda ind. na czas)

2017
- 3. miejsce w mistrzostwach świata (jazda druż. na czas)

2019
- 1. miejsce na igrzyskach europejskich (jazda ind. na czas)